# IF YOU
「IF YOU」（イフユー）は、BIGBANGの楽曲。
「SOBER」とともに2015年7月1日発売の韓国6thシングル「MADE SERIES：D」に初収録された。
日本では日本語バージョンが製作され、韓国語バージョンとともに2016年2月3日発売の日本暫定版5thアルバム「MADE SERIES」に初収録され、2017年2月15日発売の日本完全版5thアルバム「MADE」にも収録された。
日本での表記は、日本語版が「IF YOU -JP Ver.-」、韓国語版が「IF YOU」。

## 概要
BIGBANGの3年振りカムバックプロジェクト「MADE」が2015年4月より始動。その一環として5月から毎月、新曲2曲ずつを収録したシングル「M」「A」「D」「E」を発売。その第三弾として、2015年5月1日に発売されたシングル「MADE SERIES : D」に「SOBER」とともに収録されたのが本曲である。
日本では、2016年2月3日発売の暫定版5thアルバム「MADE SERIES」に、本曲が初収録された。またその際に、本曲の日本語バージョンも初収録された。
なお、日本語バージョンの作詞は藤林聖子が手掛けた。同氏はグループの代表曲「HaruHaru」の日本語詞や「声をきかせて」の作詞も担当している。

## 収録アルバム
| 曲名   | 収録アルバム | 備考                                   |
| ------ | ------------ | -------------------------------------- |
| IF YOU | MADE SERIES  | BIGBANGの日本5thフルアルバム（暫定版） |
| IF YOU | MADE         | BIGBANGの日本5thフルアルバム（完全版） |

| 曲名             | 収録アルバム      | 備考                                   |
| ---------------- | ----------------- | -------------------------------------- |
| IF YOU -KR Ver.- | MADE SERIES       | BIGBANGの日本5thフルアルバム（暫定版） |
| IF YOU -KR Ver.- | MADE              | BIGBANGの日本5thフルアルバム（完全版） |
| IF YOU -KR Ver.- | MADE -KR EDITION- | BIGBANGの韓国3rdフルアルバム           |